# Mykhailo Kononenko
Pour les articles homonymes, voir Kononenko.
Mykhailo Kononenko, né le 30 octobre 1987 à Tchernihiv, est un coureur cycliste ukrainien.

## Biographie
Mykhailo Kononenko remporte sa première compétition internationale en 2008 avec le classement général du Tour de Mainfranken en Allemagne. Entre 2011 et 2022, il remporte au moins un succès chaque année sur les circuits continentaux UCI. Son plus grand succès international est sa victoire au classement général du Tour du lac Qinghai 2014, une course par étapes chinoise classée en hors catégorie. Depuis 2012, il est régulièrement sélectionné pour représenter son pays aux championnats du monde et aux championnats d'Europe. 
Au mois d'août 2017, il remporte l'Odessa Grand Prix devant quatre coureurs de son équipe, fait rare sur une course inscrite au calendrier de l'Union Cycliste Internationale. Il est sacré champion d'Ukraine sur route en 2015 et 2020, ainsi que du contre-la-montre individuel en 2020 et 2021. 
Aux mondiaux sur route de 2022, il termine 34e du contre-la-montre individuel. Il est par la suite disqualifié pour un contrôle positif au Tramadol, un analgésique qui est interdit en compétition. Il n'est pas suspendu, car le produit n'est pas considéré comme du dopage selon les règles de l'Agence mondiale antidopage.

## Palmarès

### Par années
- 2008
  - Classement général du Tour de Mainfranken
- 2009
  -  Champion d'Ukraine du contre-la-montre espoirs
- 2010
  - 4e étape du Grand Prix d'Adyguée
- 2011
  - 5e étape du Tour de Slovaquie
  - 2e du Grand Prix de Donetsk
- 2012
  - 4e étape du Grand Prix de Sotchi
  - 2e du championnat d'Ukraine du contre-la-montre
- 2013
  - Race Horizon Park II
  - Prologue du Tour de Roumanie (contre-la-montre par équipes)
  - 2e du Grand Prix de Donetsk
  - 2e du Tour de Roumanie
  - 3e du championnat d'Ukraine du contre-la-montre
  - 3e de la Race Horizon Park I
  - 3e du Tour de Bulgarie
- 2014
  - Race Horizon Park 2
  - 3e étape du Tour du lac Qinghai :
    - Classement général
    - 3e étape

  - 1re et 3e étapes du Baltic Chain Tour
  - 2e du championnat d'Ukraine du contre-la-montre
  - 3e du Mémorial Henryk Łasak
  - 3e du Baltic Chain Tour
- 2015
  -  Champion d'Ukraine sur route
  - 3e étape du Tour de Mersin
  - Mémorial Oleg Dyachenko
  - 2e étape des Cinq anneaux de Moscou
  - Horizon Park Classic
  - 3e du Tour de Mersin
  - 3e de l'Horizon Park Race Maïdan
- 2016
  - Mémorial Roman Siemiński
  - Horizon Park Classic
  - 2ea étape du Tour d'Ukraine (contre-la-montre par équipes)
  - 2e du Tour de Ribas
- 2017
  - Horizon Park Race for Peace
  - 7e étape du Tour du lac Qinghai
  - Odessa Grand Prix
  - 1re étape du Tour de Fuzhou
- 2018
  - 4e étape du Tour de Fuzhou
  - 2e du championnat d'Ukraine du contre-la-montre
  - 3e du Tour de Xingtai
- 2019
  - 6e étape du Tour de Chine I
  - 1re étape du Tour de Quanzhou Bay
  - 2e du Tour de Quanzhou Bay
  - 3e du Grand Prix Justiniano Hotels
  - 3e du Tour de Xingtai
- 2020
  -  Champion d'Ukraine sur route
  -  Champion d'Ukraine du contre-la-montre
  - Grand Prix Cappadocia
  - Grand Prix Central Anatolia
  - 3e du Grand Prix Mount Erciyes 2200 mt
- 2021
  -  Champion d'Ukraine du contre-la-montre
  - Grand Prix Develi
  - 3e du Kahramanmaraş Grand Prix
- 2022
  - Grand Prix Kapuzbaşı
  - Tour de Sakarya : 
    - Classement général
    - 4e étape

  - 2e du Grand Prix Erciyes
  - 2e du Grand Prix Yahyalı
  - 2e du Grand Prix Tomarza
  - 3e du Grand Prix Manavgat Side

### Classements mondiaux
| Année                                 | 2008 | 2009  | 2010 | 2011 | 2012 | 2013 | 2014 | 2015 | 2016 | 2017 | 2018 | 2019 | 2020 | 2021 | 2022 |
| ------------------------------------- | ---- | ----- | ---- | ---- | ---- | ---- | ---- | ---- | ---- | ---- | ---- | ---- | ---- | ---- | ---- |
| Classement mondial                    |      |       |      |      |      |      |      |      | 222e | 404e | 292e | 460e | 152e | 352e | 287e |
| UCI Europe Tour                       | 277e | 1201e | 709e | 274e | 250e | 27e  | 105e | 54e  | 218e | 248e | 542e | 358e | 125e | 295e | 231e |
| UCI Asia Tour                         | nc   | nc    | 270e | nc   | nc   | nc   | 12e  | 48e  | 50e  | 274e | 20e  |      |      |      |      |
|                                       |      |       |      |      |      |      |      |      |      |      |      |      |      |      |      |
| Légende : nc = non classéSource : UCI |      |       |      |      |      |      |      |      |      |      |      |      |      |      |      |